# وهق

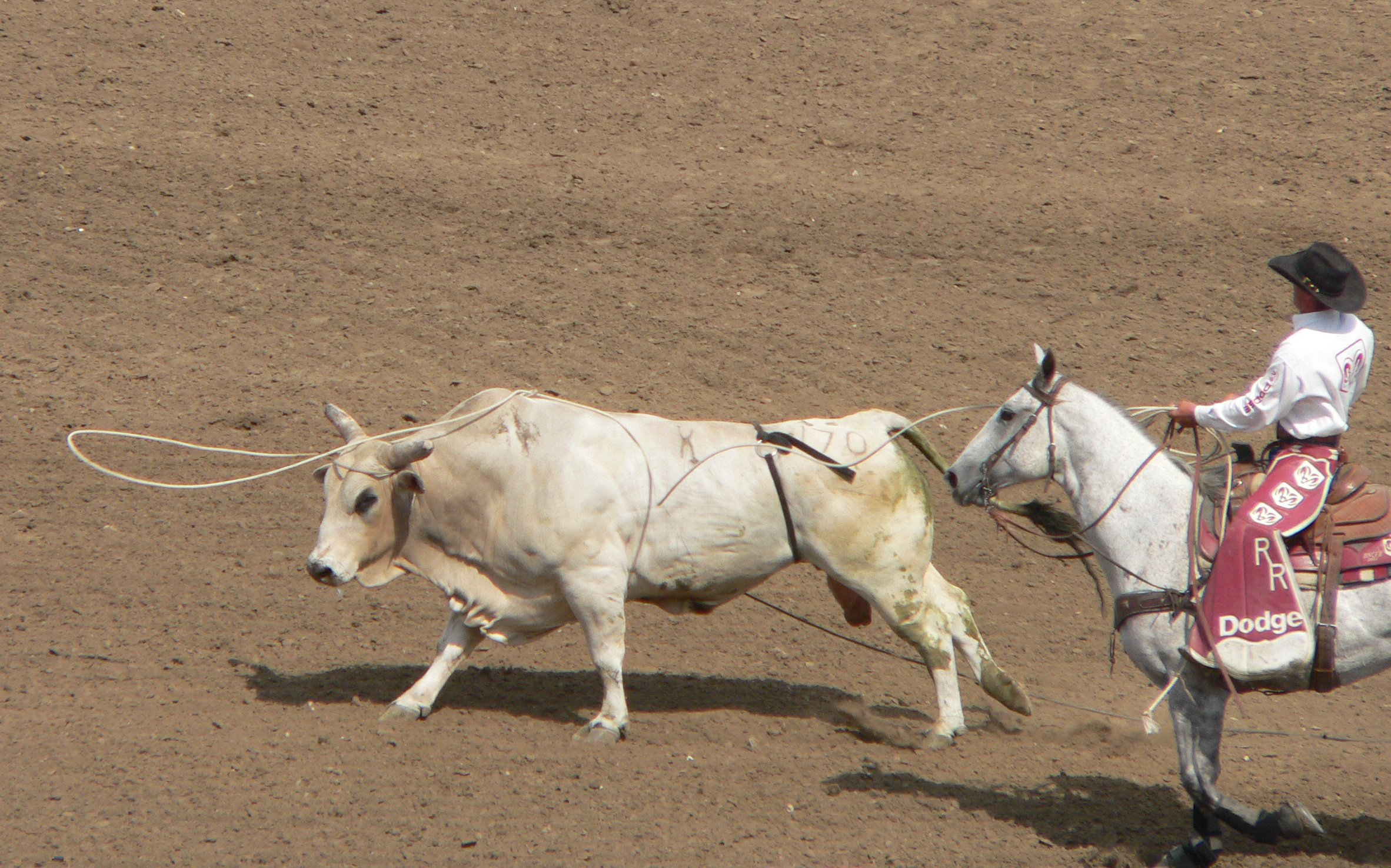
لحظة استعمال الوهق خلال أحد المسابقات

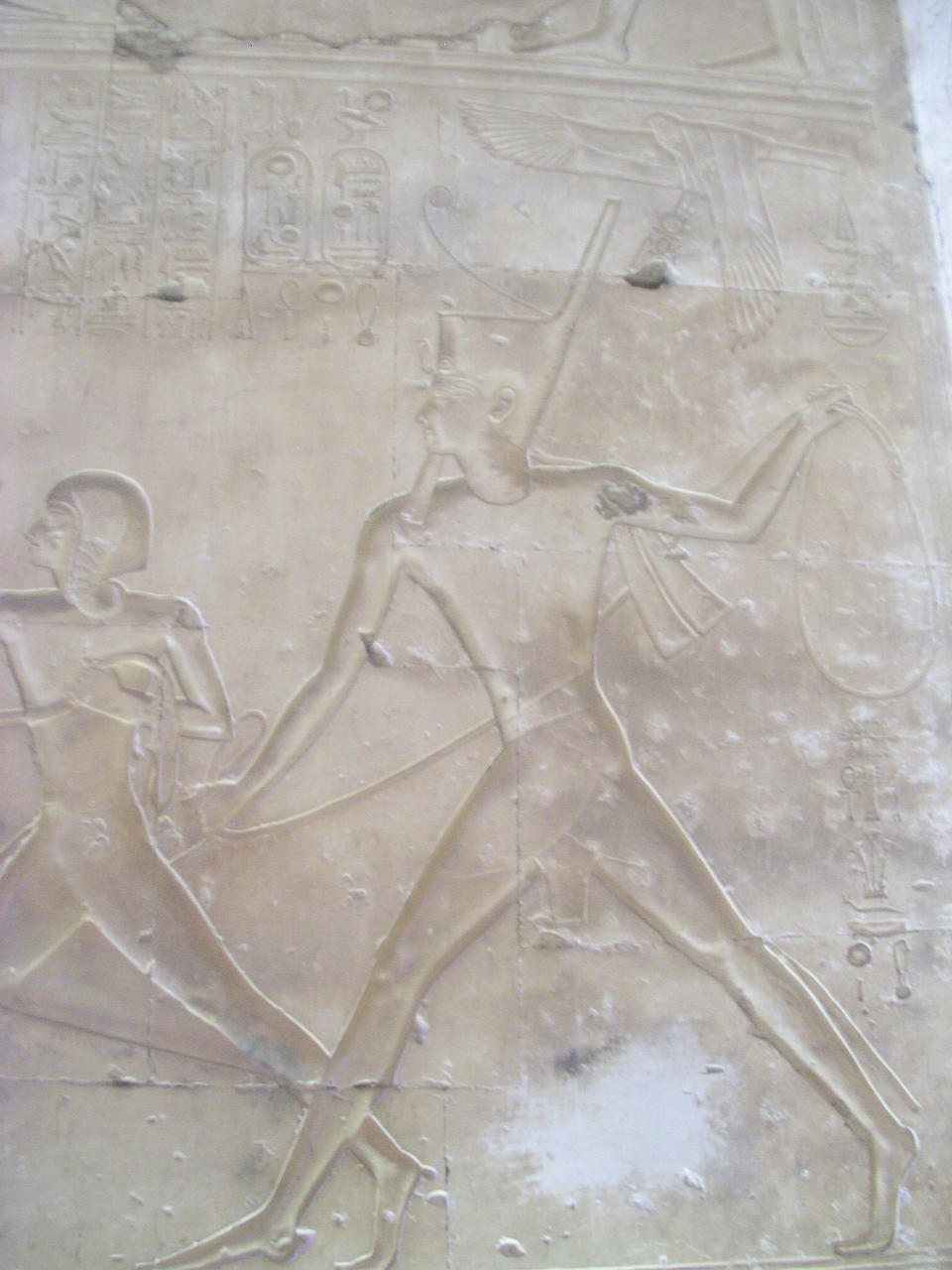
فرعون مستعد لإستعمال الوهق على الثور المقدس. صورة لنحت في معبد سيتي الأول ، أبيدوس ، مصر.

الوَهْق أو الوَهَق أو الرِّباق أو الرِّبقة (بالإنجليزية: lasso أو lariat أو riata) هو حبل في طرفه أنشوطة (عقدة) يُستعمل لاقتناص الخيل والابقار، يطول الحبل من 18 إلى 30 متر، ذو عقدة في أحد طرفيه، يُستعمل في الأجزاء الإسبانية والبرتغالية من الأمريكتين وفي غرب الولايات المتحدة وكندا لصيد الخيول البرية والماشية. وهي الآن أقل إستعمالا في أمريكا الجنوبية عنها في الدولة الرعوية الشاسعة غرب نهر المسيسيبي، حيث يستعملها رعاة الماشية المعروفين في أمريكا برعاة البقر مع المواشي. يلف الوهق على يمين السرج أمام الفارس عند عدم الاستخدام. وعندما يُمسَك بالحيوان ، يقوم الراعي الذي يركض خلفه ، بتدوير حبل الوهق الملفوف ويرميه بشكل مستقيم إلى الأمام بطريقة يحيط بها الحبل على الرأس أو حول أرجل الحيوان ، ثم يجبر الحيوان بسرعة على الخضوع. يُستعمل الوهق أيضًا في مسابقات رعاة البقر لشد العجل (calf roping) ، وهي رياضة مشتقة من مهارات العمل لرعاة البقر.